# Michaił Priszwin
Michaił Michajłowicz Priszwin (ros. Михаил Михайлович Пришвин; ur. 23 stycznia?/4 lutego 1873 we wsi Chruszczowo-Lowszyno, Gubernia orłowska, Imperium Rosyjskie, zm. 16 stycznia 1954 w Moskwie, Rosyjska Federacyjna SRR) – rosyjski pisarz, autor opowiadań o przyrodzie i myślistwie oraz utworów dla dzieci. W ciągu całego życia prowadził dzienniki, stanowiące cenny dokument epoki.

## Życiorys
Urodził się w rodzinie zamożnego posiadacza ziemskiego.
W roku 1882 rozpoczął naukę w wiejskiej szkole, już w następnym roku został przyjęty do gimnazjum klasycznego. Wskutek słabych wyników nauki i konfliktu z nauczycielem musiał przenieść się do szkoły realnej w Tiumeni. Studiował na politechnice w Rydze, 1900-1902 na wydziale rolniczym uniwersytetu w Lipsku, gdzie uzyskał dyplom inżyniera. Do roku 1905 pracował jako agronom, napisał kilka książek o uprawie roli.
Podczas studiów w Lipsku wyjechał do Paryża, gdzie zakochał się bez wzajemności w studentce Sorbony Warwarze Izmajłowej. Ożenił się ze smoleńską chłopką Eufrozyną Smogalową. Małżeństwo przetrwało do roku 1937, gdy Priszwin opuścił rodzinę, pozostawiając Eufrozynie dom. Po raz drugi ożenił się w roku 1940 z Walerią Liorko, która zajęła się jego literackim dorobkiem.
Pierwsze opowiadanie Priszwina „Saszok” ukazało się w roku 1906. Priszwin rozpoczął podróże po Rosji, zbierając materiały do następnych książek.
W latach 1915–1916 był korespondentem wojennym. W roku 1918 powrócił do miejsca urodzenia. Nadal pisał wiele książek o tematyce przyrodniczej, niektóre z nich ilustrując własnymi fotografiami. W drugiej połowie lat 20. związany był przez pewien czas z grupą literacką Przełom.
W roku 1936 odwiedził budowę kanału białomorskiego. Rozpoczął pisanie powieści „Ojcowie i dzieci”, którą przerabiał wielokrotnie do ostatnich lat życia.
W roku 1941 został ewakuowany do wsi Usolie pod Peresławiem-Zaleskim, w roku 1943 powrócił do Moskwy.
W roku 1946 nabył dom we wsi Dunino pod Moskwą, gdzie mieszkał od wiosny do jesieni. Spotykał się tam m.in. z dyrygentem Jewgienijem Mrawińskim i rzeźbiarzem Siergiejem Konionkowem.
W roku 1991 rozpoczęto publikację pełnego tekstu dzienników Priszwina.

## Wybrana twórczość

### Powieści
- 1957 – Osudariewa doroga (ros. Осударева дорога)

### Nowele
- 1907 – W kraju niepuganych ptic (ros. В краю непуганых птиц)
- 1908 – Za wolszebnym kołobkom (ros. За волшебным колобком)
- 1908 – U stien grada niewidomogo (ros. У стен града невидимого)
- 1909 – Swietłoje oziero (ros. Светлое озеро)
- 1909 – Adam i Jewa (ros. Адам и Ева)
- 1910 – Czarny Arab (ros. Черный араб)
- 1911 – Krutojarskij zwier' (ros. Крутоярский зверь)
- 1911 – Pticzje kładbiszcze (ros. Птичье кладбище)
- 1913 – Sławny bubny (ros. Славны бубны)
- 1920 – Mirskaja czasza (ros. Мирская чаша)
- 1923-1954 – Łańcuch Kościeja (ros. Кощеева цепь)
- 1925 – Rodniki Bieriendieja (ros. Родники Берендея)
- 1929 – Żurawlinaja rodina (ros. Журавлиная родина)
- 1933 – Korzeń życia (ros. Женьшень (Корень жизни))
- 1935 – Kalendarz przyrody (ros. Календарь природы)
- 1940 – Nieodietaja wiesna (ros. Неодетая весна)
- 1940 – Lesnaja kapel (ros. Лесная капель)
- 1940 – Facelija (ros. Фацелия)
- 1945 – Skarbnica słońca (ros. Кладовая солнца)
- 1945 – Powiest' naszego wriemieni (ros. Повесть нашего времени)
- 1954 – Puszcza (ros. Корабельная чаща)

### Opowiadania
- Złota łąka (ros. Золотой луг)
- Jastrząb i skowronek (ros. Ястреб и жаворонок)
- O czym mówią raki (ros. О чём шепчутся раки)
- Krople z drzew leśnych (ros. Лесная капель)
- Szara Sowa (ros. Серая Сова)
- Z księgi przyrody (ros. Зеленый шум)
- Cmentarzysko ptasie (ros. Птичье кладбище)
- Dzikie owce
- Opowiadania myśliwca
- Nerl - Flejta
- Pory roku
- Córka Facelii

## Książki w polskich przekładach
- Jastrząb i skowronek przeł. Jadwiga Kopciowa ; Warszawa : "Książka i Wiedza", 1950.
- Kalendarz przyrody przeł. K. Truchanowski ; Warszawa : "Nasza Księgarnia", 1950.
- Korzeń życia i inne opowiadania przeł. A. Stawar i P. Hertz. Wyd. 2. Warszawa : "Czytelnik" Spółdzielnia Wydawniczo-Oświatowa, 1949.
- Łańcuch Kościeja. Ks. 1 przeł. Władysław Broniewski. Warszawa : "Czytelnik", 1962.
- Łańcuch Kościeja. Ks. 2 przeł. Władysław Broniewski. Warszawa : "Czytelnik", 1962.
- O czym mówią raki przeł. Maria Kowalewska ; Warszawa : "Książka i Wiedza", 1949, wyd. 2 1950.
- Opowiadania o dzieciach i zwierzętach przeł. Maria Kowalewska ; Warszawa : Spółdzielnia Wydawnicza "Współpraca", 1949.
- Skarbnica słońca przeł. Maria Kinle ; Warszawa : Spółdzielnia Wydawnicza "Chłopski Świat", 1949.
- Z księgi przyrody przeł. Adam Bień ; Warszawa : Ludowa Spółdzielnia Wydawnicza, dr. 1952.
- Puszcza przeł. Teresa i Włodzimierz Boruńscy ; Warszawa : Państwowy Instytut Wydawniczy, 1956
- Złota łąka przeł. Kazimierz Truchanowski ;. Warszawa : Nasza Księgarnia, dr. 1956.
- Źrenice ziemi: z dzienników 1946-1950 wybrał i przeł. Wiktor Woroszylski; Warszawa: "Czytelnik", 1960.